# Chirang (Distrikt)
Chirang ist ein Distrikt im indischen Bundesstaat Assam. Sitz der Verwaltung ist die Stadt Kajalgaon. Der Distrikt gehört zur Region Bodoland.

## Geografie
Der Distrikt liegt im Westen von Assam. Er grenzt im Norden an Bhutan, im Südosten an den Distrikt Barpeta, im Süden an den Distrikt Bongaigaon sowie im Westen an den Distrikt Kokrajhar.
Der südliche Teil des Distrikts liegt in der Tiefebene von Assam. Die nördlichsten Teile des Distrikts sind Ausläufer der Vorgebirge des Himalaya. Im Norden liegen zwei Waldgebiete. Das Östliche gehört zum Manas-Nationalpark. Die Fläche beträgt 1923 km².

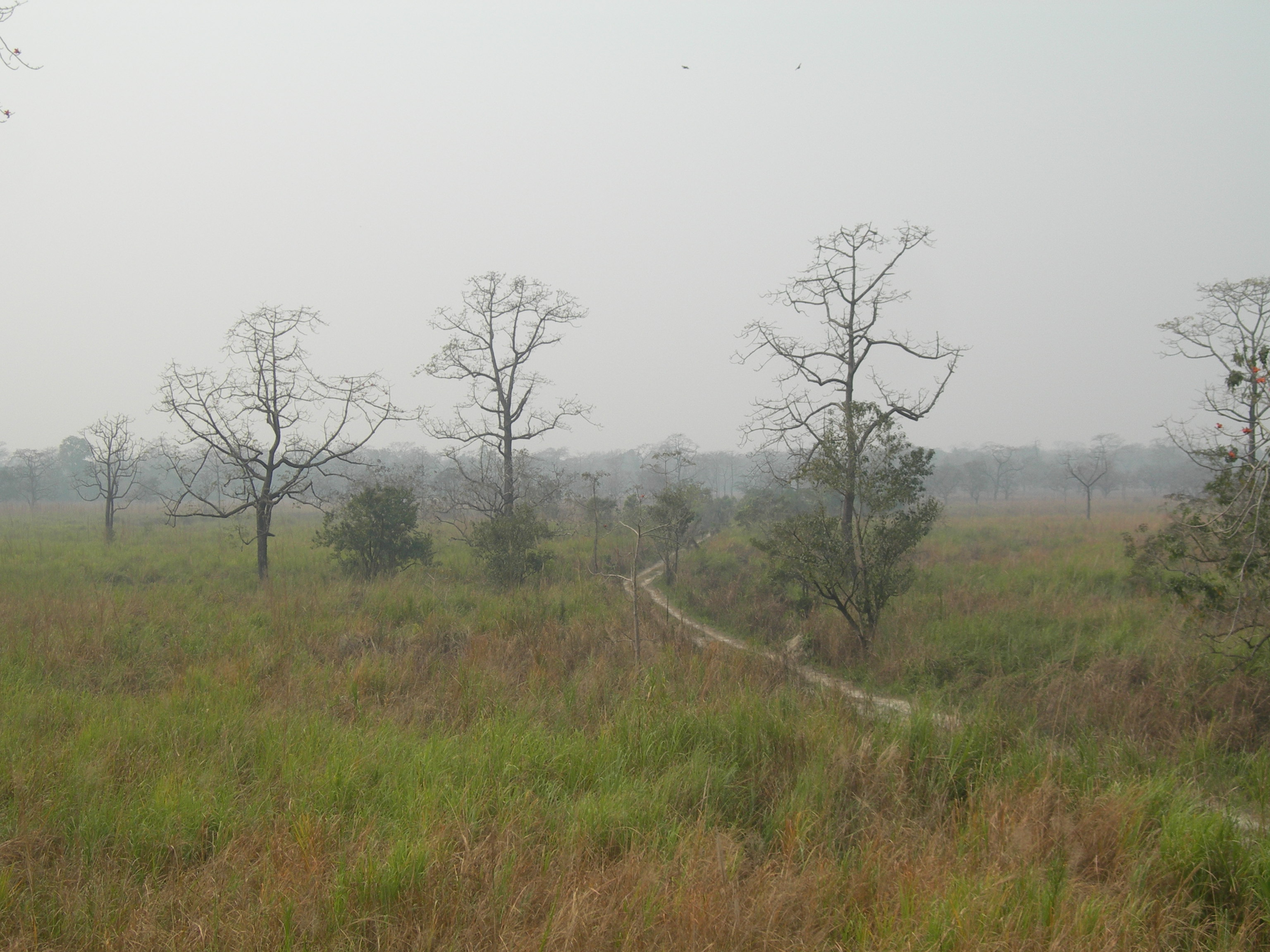
Landschaft im Manas-Nationalpark

## Geschichte
Der Distrikt Chirang teilt die Geschichte mit den Nachbardistrikten. Zuerst gehörte er von 350 bis 1140 zum Reich Kamarupa, später zum Königreich Kamata. Ab 1515 wurde es durch die Dynastie Koch regiert. Ein Familienzweig dieser Königsfamilie, die Bijni, verwaltete das Gebiet von 1587 bis 1614. Danach war es bis 1757 Teil des Mogulreichs. Nach der Schlacht bei Plassey geriet es in den Einflussbereich der Britischen Ostindien-Kompanie. Nach der Schlacht von Buxar am 22. Oktober 1764 kam es endgültig unter britische Herrschaft. Doch wurde das Gebiet bis 1865 von Bhutan beansprucht und die Herrschaft der Kompanie war nicht absolut. Seit 1874 ist das Gebiet des heutigen Distrikts Teil von Assam.
Nach der Unabhängigkeit Indiens wurde der heutige Distrikt von zwei schweren Konflikten erschüttert. Er war an der Assam-Bewegung beteiligt, die sich gegen die (muslimische) Zuwanderung aus Bangladesch richtete. Und seit 1967 forderten die Bodos/Boros einen eigenen Bundesstaat Bodoland. Bis 1987 mit zivilen Aktionen wie Streiks und Demonstrationen, danach mit Waffengewalt. Beide Konflikte forderten zahlreiche Todesopfer und führten zu starken Fluchtbewegungen.
Der Distrikt entstand 2004 aus Teilen des Distriktes Bongaigaon.

## Bevölkerung

### Übersicht
Die Einwohnerzahl lag bei 482.162 (2011). Die Bevölkerungswachstumsrate im Zeitraum von 2001 bis 2011 betrug 11,34 %. Chirang hat ein Geschlechterverhältnis von 969 Frauen pro 1000 Männer und damit einen für Indien häufigen Männerüberschuss. Der Distrikt hatte 2011 eine Alphabetisierungsrate von 63,55 %, eine Steigerung um knapp 11 Prozentpunkte gegenüber dem Jahr 2001. Die Alphabetisierung liegt damit unter dem nationalen Durchschnitt. Knapp 66,5 % der Bevölkerung sind Hindus, ca. 22,7 % sind Muslime, ca. 10,3 % sind Christen, ca. 0,1 % sind Buddhisten und ca. 0,4 % gaben keine Religionszugehörigkeit an oder praktizierten andere Religionen. 15,2 % der Bevölkerung sind Kinder unter 6 Jahre. Die meisten Einwohner gehören den Volksgruppen der Bodo, Bengalen und Adivasi an.
Knapp 7,3 % der Bevölkerung leben in Städten.

### Einwohnerentwicklung
In den ersten Jahrzehnten des 20. Jahrhunderts wuchs die Bevölkerung bereits stark. Dies trotz Seuchen, Krankheiten und Hungersnöten. Seit der Unabhängigkeit Indiens hält die starke Bevölkerungszunahme weiterhin an. Während die Bevölkerung in der ersten Hälfte des 20. Jahrhunderts um rund 142 % zunahm, betrug das Wachstum in den fünfzig Jahren zwischen 1961 und 2011 191 %. Ungewöhnlich ist der leichte Bevölkerungsschwund zwischen 1991 und 2001. Grund hierfür sind die Unabhängigkeitsbestrebungen der Bodos und der daraus folgende Konflikt. Die Bevölkerungszunahme zwischen 2001 und 2011 lag bei nur 11,34 % oder rund 49.000 Menschen. Offizielle Bevölkerungsstatistiken der heutigen Gebiete sind seit 1901 bekannt und veröffentlicht. Grund für die ungewöhnlich starke Zunahme der Bevölkerung ab 1901 war lange Zeit die Zuwanderung ins dünn besiedelte Gebiet. Heutzutage ist es der Geburtenüberhang. Die Entwicklung verdeutlicht folgende Tabelle:
| Jahr      | 1901   | 1911   | 1921   | 1931   | 1941   | 1951   | 1961    | 1971    | 1981    | 1991    |
| Einwohner | 37.523 | 48.731 | 61.885 | 71.977 | 82.972 | 90.797 | 165.829 | 247.085 | k. Ang. | 437.288 |

### Bedeutende Orte
Im Distrikt gibt es nur drei Orte, die als Städte (towns und notified towns) gelten. In diesen Städten wohnen insgesamt 35.337 Menschen oder 7,33 % der Distriktsbevölkerung. Die drei Städte sind:

### Volksgruppen
In Indien teilt man die Bevölkerung in die drei Kategorien general population, scheduled castes und scheduled tribes ein. Die scheduled castes (anerkannte Kasten) mit (2011) 35.135 Menschen (7,32 Prozent der Bevölkerung) werden heutzutage Dalit genannt (früher auch abschätzig Unberührbare betitelt). Die scheduled tribes sind die anerkannten Stammesgemeinschaften mit (2011) 178.688 Menschen (37,06 Prozent der Bevölkerung), die sich selber als Adivasi bezeichnen. Zu ihnen gehören in Assam 23 Volksgruppen. Die Bodo (auch Boro genannt) (167.888 Personen oder 34,82 % der Distriktsbevölkerung) sind die weitaus stärkste Stammesgemeinschaft im Distrikt. Kleinere Gruppen sind die Rabha (2.040 Personen oder 0,42 % der Distriktsbevölkerung), Garo (443 Personen oder 0,09 % der Distriktsbevölkerung) und Hajong (384 Personen oder 0,08 % der Distriktsbevölkerung). Die Anteile der scheduled tribes sind in allen Circles beträchtlich. Die Anteile an der jeweiligen Bevölkerung betragen im Circle Barnagar 42,00 %, im Circle Bengtol 46,47 %, im Circle Bijni 31,94 %, im Circle Bongaigaon 42,51 %, im Circle Kokrajhar 12,10 % und im Circle 49,36 %.

### Bevölkerung des Distrikts nach Sprachen
Die Bevölkerung des Distrikts Chirang ist sprachlich gemischt. Mit Bodo/Boro (37,83 %), Bengali (33,19 %; Bengali und Rajbangsi), Assami (17,66 %), Santali (4,73 %) und Nepali (2,51 %) gibt es fünf Sprachgruppen mit jeweils mehr als 10.000 Muttersprachlern. Kleinere Sprachgruppen mit jeweils mehr als 1.000 Muttersprachlern sind Hindi, Oraon/Kurukh und Rabha.
Mit Ausnahme des Circles Kokrajhar (7,72 % Bevölkerungsanteil) haben die Muttersprachler von Bodo/Boro in allen Circles hohe Bevölkerungsanteile zwischen 30,93 % und 48,11 %. Diese Sprache ist in vier von sechs Circles die meistgenannte Muttersprache. In den Circles Kokrajhar (71,85 % der dortigen Einwohner) und Bijni (43,45 %) ist Bengali die meistgenannte Muttersprache.
Mit Ausnahme des Circles Bengtol hat Assami in allen Circles hohe Anteile an der jeweiligen Bevölkerung. Die Hochburg ist Barnagar, wo 41,16 % der Einwohnerschaft Assami als Muttersprache angeben. Santali erreicht hohe Werte in den Circles Bengtol (13,15 %) und Sidli (8,31 %). Nepali hat seine Hochburg im Circle Sidli (4,85 %), Hindi im Circle Kokrajhar (3,48 %) und Oraon/Kurukh im Circle Bengtol (3,31 %). Die weitverbreitetsten Einzelsprachen zeigt die folgende Tabelle:
| Jahr                                   | Boro    | Boro  | Bengali | Bengali | Assami | Assami | Santali | Santali | Rajbangsi | Rajbangsi | Nepali | Nepali | Oraon | Oraon | Hindi | Hindi | Rabha | Rabha | Gesamt  | Gesamt   |
| Jahr                                   | Zahl    | %     | Zahl    | %       | Zahl   | %      | Zahl    | %       | Zahl      | %         | Zahl   | %      | Zahl  | %     | Zahl  | %     | Zahl  | %     | Zahl    | %        |
| -------------------------------------- | ------- | ----- | ------- | ------- | ------ | ------ | ------- | ------- | --------- | --------- | ------ | ------ | ----- | ----- | ----- | ----- | ----- | ----- | ------- | -------- |
| 2011                                   | 182.373 | 37,82 | 139.134 | 28,86   | 82.931 | 17,20  | 22.795  | 4,73    | 20.332    | 4,22      | 12.091 | 2,51   | 5.363 | 1,11  | 5.091 | 1,06  | 2.151 | 0,45  | 482.162 | 100,00 % |
| Quelle: Ergebnis der Volkszählung 2011 |         |       |         |         |        |        |         |         |           |           |        |        |       |       |       |       |       |       |         |          |

### Bevölkerung des Distrikts nach Bekenntnissen
Zwei von drei Einwohnern sind Hindus. Daneben gibt es noch starke muslimische und christliche Minderheiten. Alle anderen Glaubensgemeinschaften stellen nur kleine Bevölkerungsanteile.
Vier der sechs Circles des Distrikts haben deutliche hinduistische Mehrheiten. Doch in den Circles Barnagar (51,72 %) und Bengtol (50,97 %) sind die Hindus nur eine knappe Mehrheit. Im Circle Barnagar haben die Muslime einen Anteil von 47,86 % an der Einwohnerschaft. Und im Circle Bengtol stellen Christen (30,18 % Bevölkerungsanteil) und Muslime (17,92 % Bevölkerungsanteil) starke Minderheiten. Die zweite Hochburg der Christen ist der Circle Sidli, wo 15,31 % der Bevölkerung zu ihrer Glaubensgemeinschaft gehören. In allen sechs Circles gibt es bedeutende muslimische Minderheiten. Und in der Stadt Chatibor Gaon (78,10 % Anteil) gibt es gar eine muslimische Bevölkerungsmehrheit. Die kleineren Glaubensgemeinschaften bleiben in allen sechs Circles unter der Marke von 1 % der jeweiligen Bevölkerung. Die genaue religiöse Zusammensetzung der Bevölkerung zeigt folgende Tabelle:
| Jahr                                   | Buddhisten | Buddhisten | Christen | Christen | Hindus  | Hindus | Jainas | Jainas | Muslime | Muslime | Sikhs | Sikhs | Andere | Andere | keine Angaben | keine Angaben | Gesamt  | Gesamt   |
| Jahr                                   | Zahl       | %          | Zahl     | %        | Zahl    | %      | Zahl   | %      | Zahl    | %       | Zahl  | %     | Zahl   | %      | Zahl          | %             | Zahl    | %        |
| -------------------------------------- | ---------- | ---------- | -------- | -------- | ------- | ------ | ------ | ------ | ------- | ------- | ----- | ----- | ------ | ------ | ------------- | ------------- | ------- | -------- |
| 2011                                   | 406        | 0,08       | 49.747   | 10,32    | 320.647 | 66,50  | 125    | 0,03   | 109.248 | 22,66   | 87    | 0,02  | 482    | 0,10   | 1.420         | 0,29          | 482.162 | 100,00 % |
| Quelle: Ergebnis der Volkszählung 2011 |            |            |          |          |         |        |        |        |         |         |       |       |        |        |               |               |         |          |

### Geschlechterverteilung
Der Distrikt hatte – für Indien üblich – stets mehr männliche als weibliche Einwohner. Der hohe Männerüberschuss während der Kolonialzeit setzte sich nach der Unabhängigkeit noch fort. Doch in jüngster Zeit ist der Männerüberhang stark gesunken. Bei den jüngsten Bewohnern (73.215 Personen unter 7 Jahren) liegen die Anteile bei 37.201 Personen männlichen (50,81 Prozent) zu 36.014 Personen (49,19 Prozent) weiblichen Geschlechts.
| Verteilung der Bevölkerung nach Geschlecht im Distrikt Chirang |                   |                   |                   |                   |                   |                   |                   |                   |                   |                   |                   |                   |
|                                                                | Volkszählung 1901 | Volkszählung 1901 | Volkszählung 1941 | Volkszählung 1941 | Volkszählung 1951 | Volkszählung 1951 | Volkszählung 1991 | Volkszählung 1991 | Volkszählung 2001 | Volkszählung 2001 | Volkszählung 2011 | Volkszählung 2011 |
| Anzahl                                                         | Anteil            | Anzahl            | Anteil            | Anzahl            | Anteil            | Anzahl            | Anteil            | Anzahl            | Anteil            | Anzahl            | Anteil            |                   |
| GESAMT                                                         | 37.523            | 100 %             | 82.972            | 100 %             | 90.797            | 100 %             | 437.288           | 100 %             | 433.061           | 100 %             | 482.162           | 100 %             |
| Männer                                                         | 19.698            | 52,50 %           | 44.135            | 53,19 %           | 48.501            | 53,42 %           | 224.244           | 51,28 %           | 222.364           | 51,35 %           | 244.860           | 50,78 %           |
| Frauen                                                         | 17.825            | 47,50 %           | 38.837            | 46,81 %           | 42.296            | 46,58 %           | 213.044           | 48,72 %           | 210.697           | 48,65 %           | 237.302           | 49,22 %           |

## Bildung
Dank bedeutender Anstrengungen steigt die Alphabetisierung. Sie liegt mittlerweile bei rund 63,6 % (2001 noch bei 52,6 %). Im städtischen Bereich können immerhin beinahe 87 Prozent der Männer lesen und schreiben. Auf dem Land bei den Frauen dagegen nur 55 Prozent. Typisch für indische Verhältnisse sind die starken Unterschiede zwischen den Geschlechtern und der Stadt-/Landbevölkerung. Dennoch liegen Höchstwert (Männer; Stadtbevölkerung) und Tiefstwert (Frauen; Landbevölkerung) selbst für indische Verhältnisse weit auseinander.
| Alphabetisierung im Distrikt Chirang   |                   |                   |
| Einheit                                | Volkszählung 2011 | Volkszählung 2011 |
| Einheit                                | Anzahl            | Anteil            |
| GESAMT                                 | 259.902           | 63,55 %           |
| Männer                                 | 145.869           | 70,24 %           |
| Frauen                                 | 114.033           | 56,65 %           |
| STADT GESAMT                           | 25.439            | 81,28 %           |
| Stadt-Männer                           | 13.767            | 86,56 %           |
| Stadt-Frauen                           | 11.672            | 75,83 %           |
| LAND GESAMT                            | 234.463           | 62,08 %           |
| Land-Männer                            | 132.102           | 68,89 %           |
| Land-Frauen                            | 102.361           | 55,06 %           |
| Quelle: Ergebnis der Volkszählung 2011 |                   |                   |

## Verkehr
Durch den Distrikt führt die Bahnlinie vom Osten und Süden Assams Richtung Westbengalen und die anderen Teile Indiens. Im Distrikt gibt es allerdings keine Haltestelle. Südlich der Distriktsgrenze sind die Stationen von Bijni und Bongaigaon. Die wichtigste überregionale Straßenverbindung ist der National Highway 31. Der Busverkehr (auch mit Kleinbussen und Sammeltaxis) ist das wichtigste Verkehrsmittel im lokalen und regionalen Verkehr.

## Wirtschaft
Die Landwirtschaft spielt eine wichtige Rolle. Hauptanbauprodukt ist Reis. Daneben werden Kartoffeln, Jute, Raps, Senfkorn und Zuckerrohr angebaut. Beim Gemüse werden hauptsächlich Weißkohl, Tomaten, Blumenkohl und Auberginen und bei den Früchten Orangen, Ananas und Bananen angebaut.
Daneben spielt die Tierhaltung eine bedeutende Rolle. Rinder, Schweine und Ziegen sind die meistgehaltenen Haustiere. Zudem halten die Bauern Büffel, Schafe, Pferde, Hühner und Enten.
Nebst der Landwirtschaft ist die Fischerei von zunehmender Bedeutung. Es gibt nur wenige Industriebetriebe. In der Heimarbeit dominieren Weberei und Töpferei und im Handwerk sind Schmiede, Goldschmiede und Silberschmiede die häufigsten Berufe.
Die insgesamt 193.894 Beschäftigten gliedern sich in 139.027 Hauptbeschäftigte/Vollzeitarbeitende und 54.867 Gelegenheitsarbeitende/geringfügig Beschäftigte auf. Beruflich sind 80.328 Personen oder 41,43 % Bauern und Bäuerinnen, 35.224 Personen oder 18,17 % Angestellte in der Landwirtschaft (Knechte, Mägde, Wanderarbeiter und Wanderarbeiterinnen), 7672 Personen oder 3,96 % in Heimarbeit/im lokalen Kleingewerbe und 70.670 Personen oder 36,45 % in anderen Berufen tätig (Gewerbe, Handel, Dienstleistungsberufe, Industriebeschäftigte, Haushaltsangestellte etc.).
Von den Erwerbstätigen sind 128.762 Männer und 65.132 Frauen. Nur 32.826 Frauen oder 13,83 % der weiblichen Bevölkerung arbeiten als Hauptbeschäftigte/Vollzeitarbeitende. Unter den Hauptbeschäftigten/Vollzeitarbeitenden sind 106.201 Personen oder 76,39 % männlich.